# Abramis

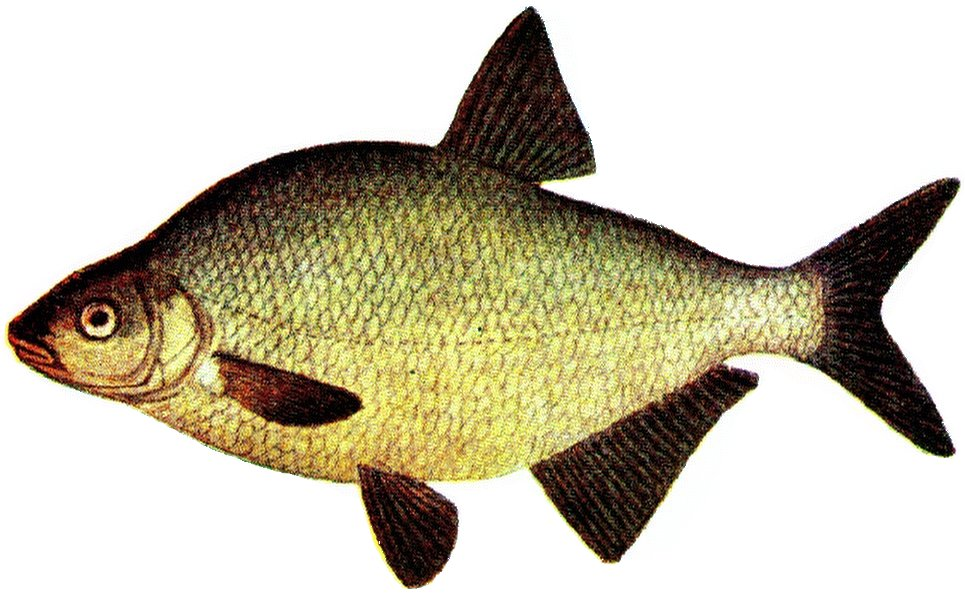
Abramis.

Las bremas son el género Abramis de peces de agua dulce de la familia Cyprinidae, distribuidas por ríos de Europa central desde los Pirineos hasta el mar Caspio en Asia.

## Hábitat
Suelen vivir en aguas de baja velocidad, donde se alimentan fundamentalmente de invertebrados.

## Importancia para los humanos
Son especies importantes en su pesca comercial y deportiva, también usadas en acuicultura.

## Especies
Se han dscrito dos especies, pero solo Abramis brama es considerada válida:
- Abramis brama (Linnaeus, 1758) - Brema común
- Abramis sapa (Pallas, 1814) - Brema del Danubio